# Ernestine Jones
Ernestine Jones (17 dicembre 1912 – 18 settembre 1988) è stata un'attrice statunitense.
È la prima bambina afroamericana cui sia stato affidato nel 1916 un ruolo di protagonista nel cinema di Hollywood.

## Biografia
Negli anni della segregazione ben poche opportunità si offrivano agli attori afroamericani, costretti a ruoli stereotipati ed umilianti. Specialmente per le bambine il modello esclusivo era quello di "Topsy", la piccola schiava de La capanna dello zio Tom (1853), personaggio che al di là delle buone intenzioni dell'autore abolizionista Harriet Beecher Stowe si era trasformato in una pietosa caricatura.
In questo contesto il cortometraggio When Little Lindy Sang (1916) appare come un'inattesa quanto straordinaria eccezione. Il merito va alla sensibilità di due donne: Lule Warrenton, una delle primissime donne regista del cinema di Hollywood, e Olga Printzlau, autrice della sceneggiatura. Il film si distingue per il suo sofisticato trattamento del pregiudizio razziale. Ernestina Jones è "Little Lindy", unica bambina afroamericana in una classe di studenti bianchi. Lindy, che solo nella piccola Nora Damsey ha una sincera amica, è emarginata dagli altri studenti per il colore della sua pelle e invidiata per la sua bella voce. La bambina è sottoposto ad ogni umiliazione: in una scena uno studente bianco cerca di "lavare" il nero dalla faccia di Lindy nella fontana come se fosse sporca. Ogni pregiudizio però viene a cadere quando Lindy con la sua voce tonante salva i suoi compagni avvertendoli dello scoppio di un incendio a scuola. L'insegnante (Margaret Whistler) salva quindi Lindy, che era rimasta intrappolata nell'edificio in fiamme. 
La carriera cinematografica di Ernestine Jones termina qui; non c’è altro che il cinema di Hollywood del tempo sia in grado di offrirle. Bisognerà aspettare gli anni venti e l'esperienza delle Simpatiche canaglie per vedere Ernest Morrison 
e altri attori bambini afroamericani interagire su un piano di sostanziale parità con attori bambini "bianchi" e gli anni sessanta e settanta perché si affermi una visione meno stereotipata delle questioni razziali nel cinema statunitense. 
Le fonti dell'epoca descrivono "Ernestine Jones" come "a little colored girl", ma non offrono alcun dato biografico. L'Internet Movie Database afferma che Jones nacque nel 1912 in California e vi morì nel 1988 a 75 anni, ma si tratta evidentemente di uno scambio di identità perché l'attrice nel film del 1916 ha certamente ben più di 4 anni e i suoi compagni di classe (Clara Horton, Irma Sorter e Ben Suslow) sono tutti interpretati da attori bambini nati nel 1904, che dovrebbe essere quindi anche la data approssimativa di nascita di Ernestine Jones.

## Filmografia
- When Little Lindy Sang, regia di Lule Warrenton (1916)